# Siegrun Siegl
Siegrun Siegl (dekliški priimek Thon), nemška atletinja, * 29. oktober 1954, Apolda, Vzhodna Nemčija.
Nastopila je na poletnih olimpijskih igrah v letih 1976 in 1980. Leta 1976 je osvojila naslov olimpijske prvakinje v peteroboju, v skoku v daljino je dosegla četrto in peto mesto. Na evropskih dvoranskih prvenstvih je osvojila naslov prvakinje v skoku v daljino leta 1979. V tej disciplini je 19. maja 1976 postavila nov svetovni rekord v skoku v daljino s 6,99 m, veljal je dobri dve leti. 